# 結城ミシェル
結城 ミシェル（ゆうき みしぇる、1990年8月2日 - ）は、日本のAV女優。

## 略歴・人物
2010年8月にアダルトビデオメーカー・ワンズファクトリーの専属女優としてAVデビュー。

## 出演作品

### イメージビデオ
- きれいなお姉さんのお尻 （2010年5月26日、日本メディアサプライ）

### アダルトビデオ
- DEBUT コロンビアハーフ 純情ラテン美少女 ワールドクラスシリーズ 02 （2010年8月1日、ワンズファクトリー） ※デビュー作
- コロンビアハーフミシェルのアメスクえっち♥ （2010年9月1日、ワンズファクトリー）
- 徹底激ピストン! 連続イカされ強制アクメ!!! （2010年10月1日、ワンズファクトリー）
- ハジメテの顔射 37連発 （2010年11月1日、ワンズファクトリー）
- 夜勤病棟 新米ナース中出しレイプ （2010年12月1日、ワンズファクトリー
- メガネ痴女の黒パンスト脚コキ (2011年1月1日、ワンズファクトリー) オムニバス作品 他出演:紗奈、仁科百華、恵けい、桜りお、三浦芽依、哀川りん、星崎キララ、安西瑠菜

## 電子書籍

### デジタル写真集
- 『超エロカワ!Newアイドル』 〜初めての瞬間〜 結城ミシェル デジタル写真集 （2010年5月13日、pad inc.,）
- 『超エロカワ!Newアイドル』 〜きれいなお姉さんのきれいなお尻〜 結城ミシェル デジタル写真集 Vol.02 （2010年5月20日、pad inc.,）
- 『Girl's Room』 〜ちょっとだけだよ!〜 結城ミシェル19歳 （2010年7月29日、pad inc.,）
- 『Sexy Nude Collection』 〜解禁!フルヌード〜 結城ミシェル デジタル写真集 （2010年8月26日、ピンク倶楽部）
- 『超エロカワ!Newアイドル』 〜やさしく触って〜 結城ミシェル デジタル写真集 Vol.03 （2010年10月27日、pad inc.,）